# Половецкое (Костромская область)
Половецкое — деревня в Антроповском муниципальном районе Костромской области. Входит в состав Просекского сельского поселения

## География
Находится в центральной части Костромской области на расстоянии приблизительно 2 км на север по прямой от поселка Антропово, административного центра района.

## Население
Постоянное население составляло 13 человек в 2002 году (русские 69 %), 8 в 2022.